# (3044) Saltykov
(3044) Saltykov est un astéroïde de la ceinture principale.
Il est nommé en l'honneur du grand-père de la première découvreuse, N. V. Metlova : Nikita Saltykov (1893-1946), un maraîcher connu de la région de Iaroslavl et de l’Oural.

## Description
(3044) Saltykov est un astéroïde de la ceinture principale. Il fut découvert le 2 septembre 1983 à Naoutchnyï par N. V. Metlova et N. E. Kurochkin. Il présente une orbite caractérisée par un demi-grand axe de 2,85 UA, une excentricité de 0,16 et une inclinaison de 13,5° par rapport à l'écliptique.

## Compléments